# 七飯駅
七飯駅（ななええき）は、北海道亀田郡七飯町本町（ほんちょう）1丁目にある北海道旅客鉄道（JR北海道）函館本線の駅である。駅番号はH71。電報略号はナナ。事務管理コードは▲140105。
函館駅からここまでが複線であり、以北はしばらく単線区間が続くが、当駅と大沼駅の間には下り線専用の別線（通称：藤城線）が設置されている。

## 歴史

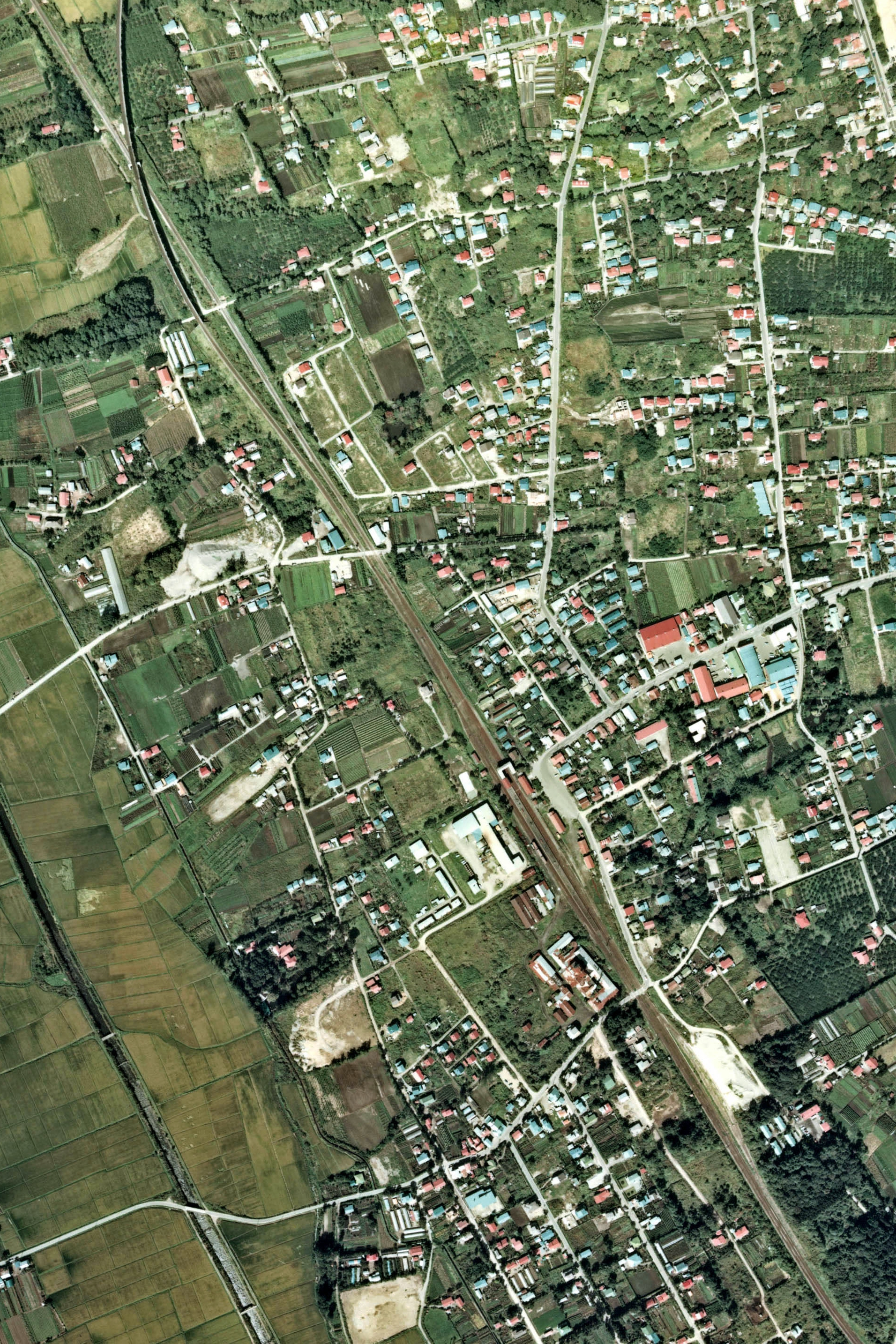
1976年の七飯駅と周囲約1×1.5 km範囲。右下が函館方面。上は左上へ直進するのが本線長万部方面、本線を左から跨いで北上するのが藤城支線。駅舎横の貨物ホームへの引込線はすっかり緑に覆われているが、保線車らしき車両が留められている。函館方には砕石土場があり、専用線が本線脇に敷かれている。

- 1902年（明治35年）12月10日：北海道鉄道の函館駅（初代・後の亀田駅） - 本郷駅（現在の新函館北斗駅）間開通に伴い、同線の駅として開業[5]。一般駅[5]。
- 1907年（明治40年）7月1日：北海道鉄道の国有化に伴い、国有鉄道に移管[5]。
- 1909年（明治42年）10月12日：国有鉄道線路名称制定に伴い、函館本線の駅となる。
- 1911年（明治44年）7月：下りホーム設置[6]。
- 1920年（大正9年）：駅舎拡張[6]。
- 1944年（昭和19年）：鉄道省砕石工場へ砂利線敷設[6]。
- 1949年（昭和24年）
  - 月日不詳：七飯化学工業専用線敷設契約（敷設時期不明）[6]。
  - 6月1日：日本国有鉄道法施行に伴い、日本国有鉄道（国鉄）に継承。
- 1962年（昭和37年）
  - 9月4日：函館本線 桔梗駅 - 当駅間が複線化[7]。
  - 11月26日：跨線橋設置[8]。
- 1966年（昭和41年）9月30日：函館本線 当駅 - 大沼駅間の別線（藤城線）開通[9]。
- 1967年（昭和42年）11月25日：大清水製材所専用線使用開始[6]。
- 1977年（昭和52年）12月：駅舎改築[6]。
- 1981年（昭和56年）
  - 5月28日：貨物扱い廃止[6]。
  - 10月：函館駅から当駅までの区間列車が設定される。のちに、函館 - 七飯間の列車の愛称を「普通うきうき号」とする
- 1985年（昭和60年）3月14日：荷物扱い廃止[5]。
- 時期不詳：函館 - 七飯間の列車の愛称廃止。
- 1987年（昭和62年）4月1日：国鉄分割民営化に伴い、北海道旅客鉄道（JR北海道）の駅となる[5]。
- 2002年（平成14年）：駅舎内にあったキヨスクが閉店。
- 2007年（平成19年）10月1日：JR北海道の駅が駅ナンバリングを実施[10]。
- 2016年（平成28年）3月26日：北海道新幹線新青森駅 - 新函館北斗駅間開通に伴い、当駅を含む函館本線の五稜郭駅 - 新函館北斗駅間が電化（交流20,000 V・50 Hz）。
- 2024年（令和6年）
  - 2月19日：話せる券売機を導入。
  - 3月16日：ICカード「Kitaca」の利用が可能となる（藤城支線は対象外）[11][12][13]。

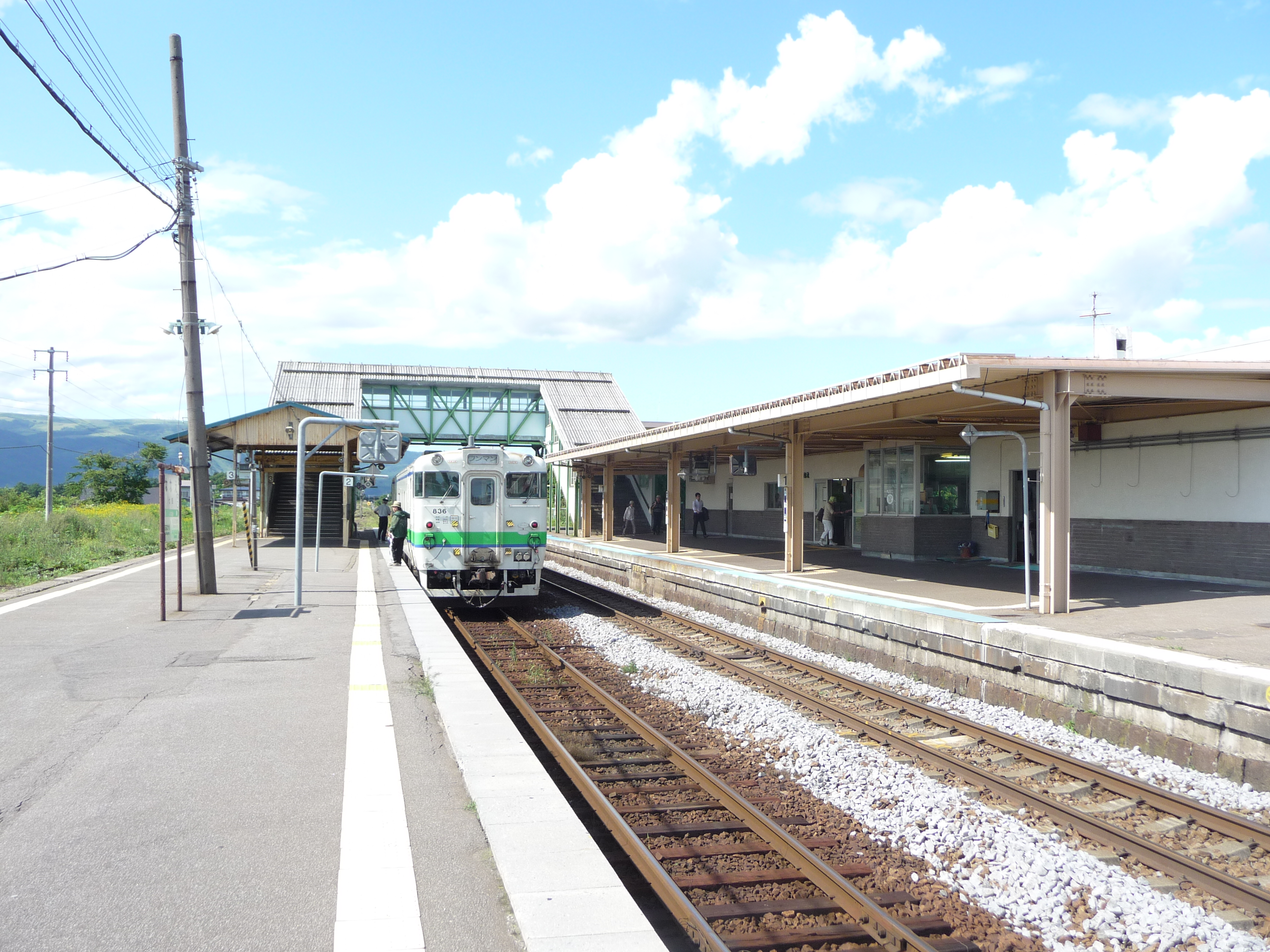
ホーム（電化前） （2009年8月）
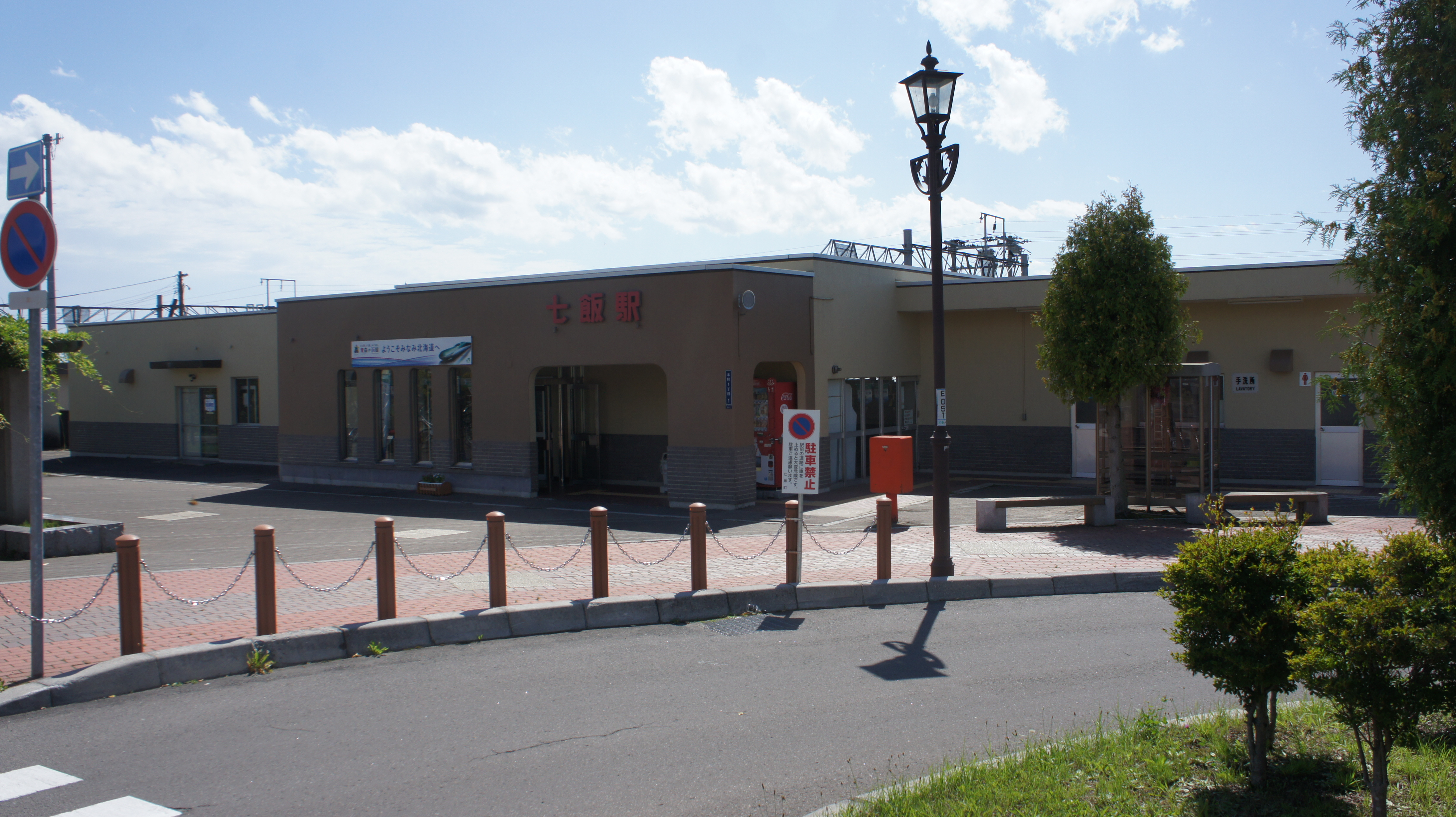
駅前広場 （2017年8月）

### 駅名の由来
当駅の所在する地名より。地名の由来は七重村と飯田村が合併し一文字ずつ取って「七飯町」とした説と、アイヌ語の「ナムナイ」（冷たい川）、「ヌアンナイ」（豊かな沢）、「ナアナイ」（いくつも沢がある）など諸説ある。

## 駅構造
単式ホーム1面1線（1番のりば）と島式ホーム1面2線（2・3番のりば）、計2面3線のホームを持つ地上駅である。藤城支線に直接繋がっているのは3番線であり、1番線はつながっていない。なお、藤城支線は上り本線を高架橋で跨いでいる。
社員配置駅（駅長配置）。通常は夜間駅員不在である。毎年12月15日から3月15日までは冬季体制となるため当直勤務となるが、営業時間外の改札等は行わない（夜間連絡先は五稜郭駅）。
みどりの窓口・話せる券売機・Kitaca対応自動改札機（磁気化券利用不可）が設置されている。かつては駅舎内にキヨスクがあったが、2002年に閉店となった。
管理駅として函館本線の大中山駅・仁山駅・大沼駅・大沼公園駅・赤井川駅と砂原支線の鹿部駅・渡島沼尻駅を管理する。

### のりば
| 番線 | 路線      | 路線     | 方向 | 行先               | 備考                |
| ---- | --------- | -------- | ---- | ------------------ | ------------------- |
| 1    | ■函館本線 | 本線     | 上り | 函館方面           |                     |
| 2・3 | ■函館本線 | 本線     | 下り | 新函館北斗・森方面 | 2番線は一部列車のみ |
| 2・3 | ■函館本線 | 藤城支線 | 下り | 森方面             | 2番線は一部列車のみ |

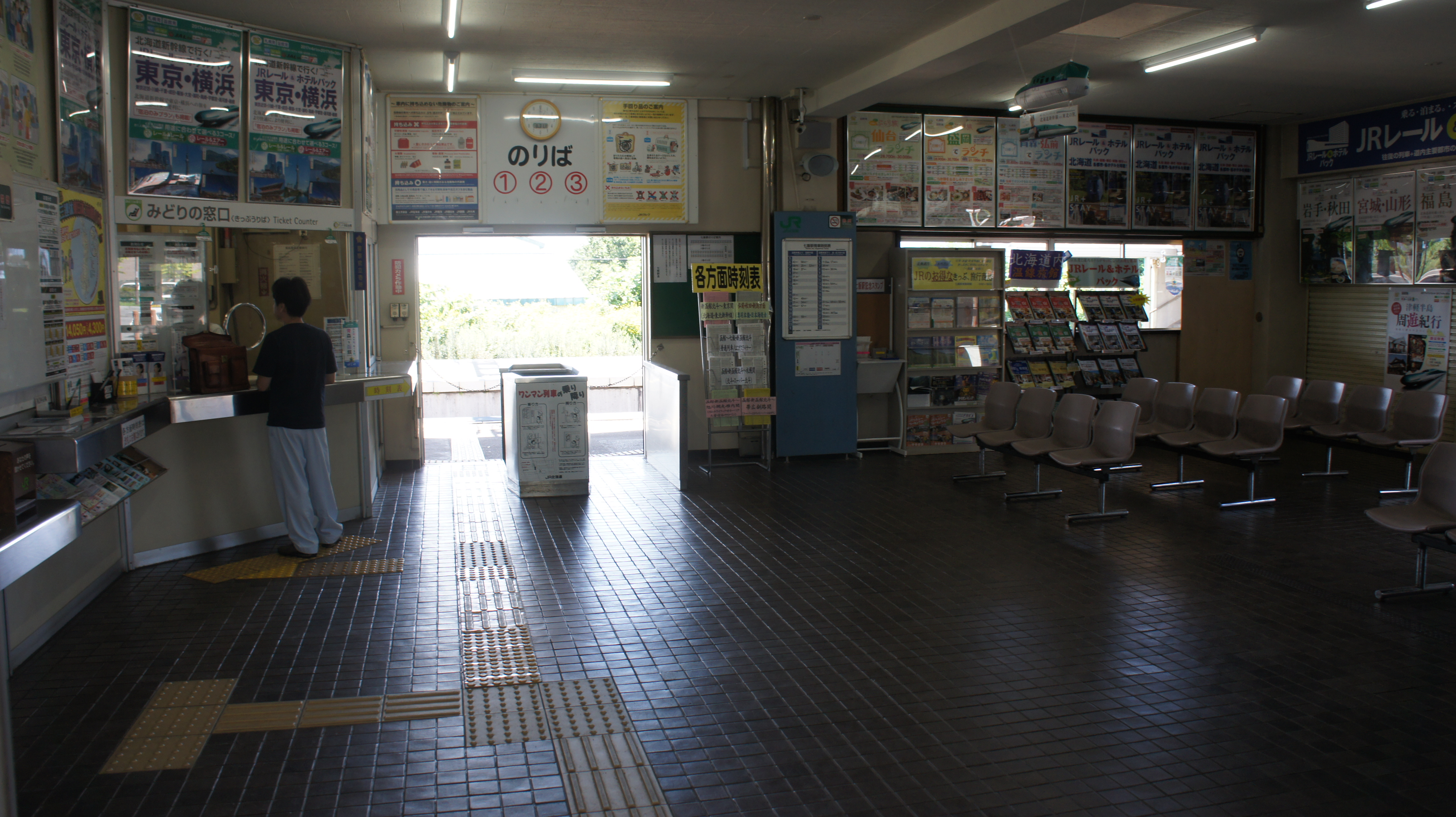
改札口（2017年8月）
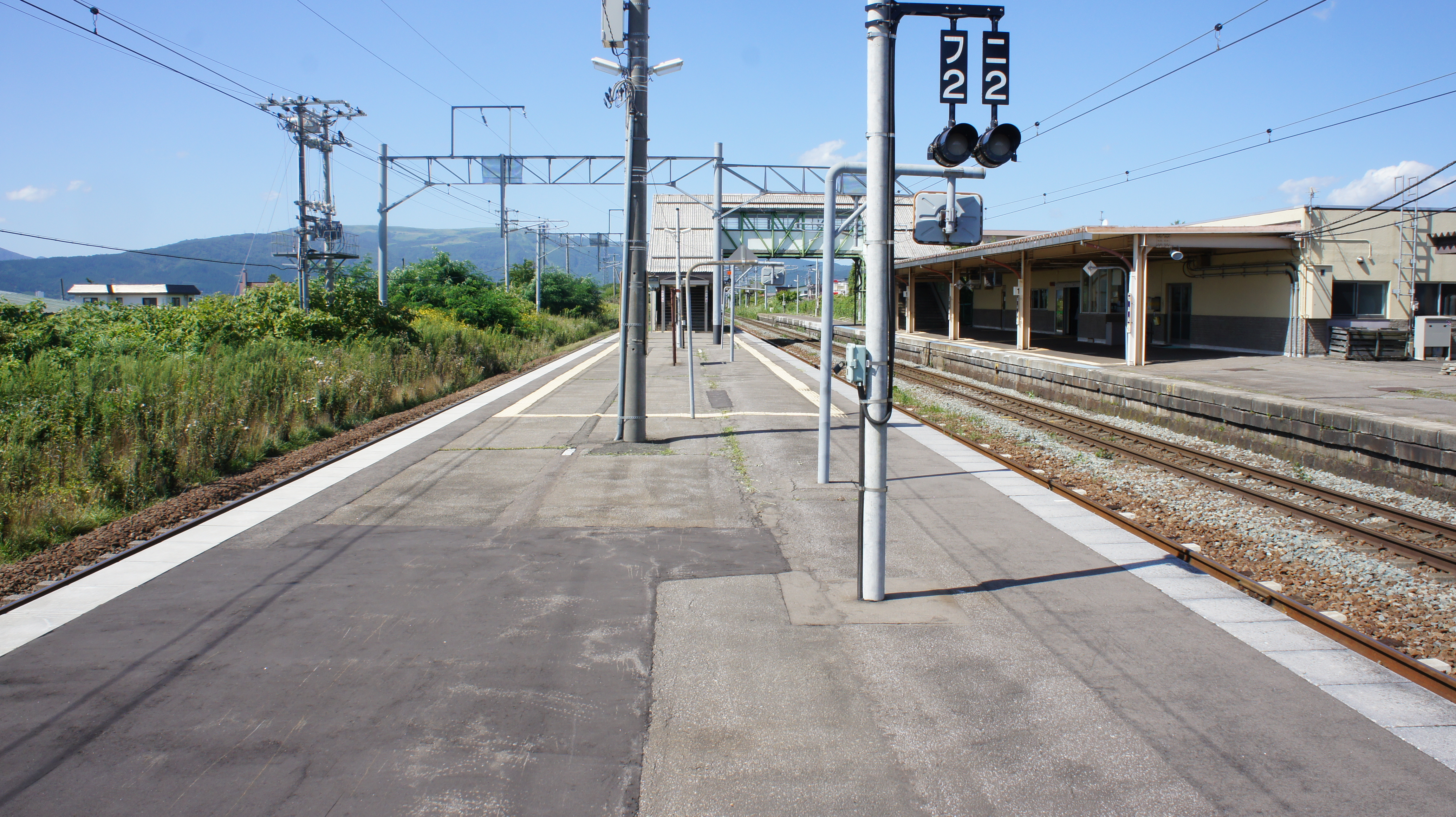
ホーム（2017年8月）
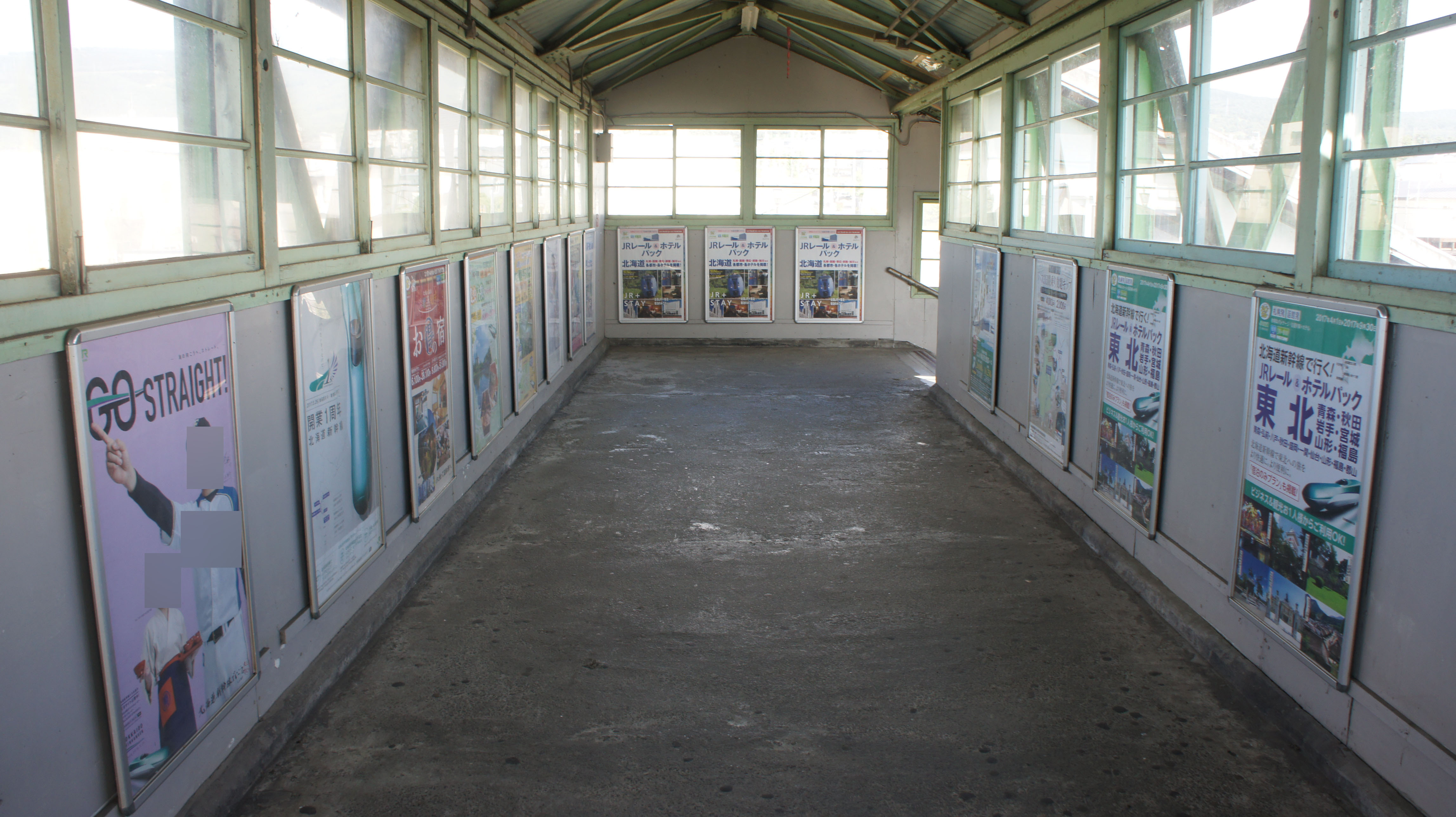
跨線橋（2017年8月）

## 利用状況
乗車人員の推移は以下の通り。年間の値のみ判明している年度は日数割で算出した参考値を括弧書きで示す。出典が「乗降人員」となっているものについては1/2とした値を括弧書きで乗車人員の欄に示し、備考欄で元の値を示す。
また、「JR調査」については、当該の年度を最終年とする過去5年間の各調査日における平均である。
| 年度               | 乗車人員（人） | 乗車人員（人） | 乗車人員（人） | 出典            | 備考                                                  |
| 年度               | 年間           | 1日平均        | JR調査         | 出典            | 備考                                                  |
| ------------------ | -------------- | -------------- | -------------- | --------------- | ----------------------------------------------------- |
| 1908年（明治41年） | 15,237         | (41.7)         |                | [ 15 ]          |                                                       |
| 1911年（明治43年） | 19,004         | (51.9)         |                | [ 15 ]          |                                                       |
| 1917年（大正5年）  | 25,522         | (69.9)         |                | [ 15 ]          |                                                       |
| 1921年（大正9年）  | 52,634         | (144.2)        |                | [ 15 ]          |                                                       |
| 1925年（大正13年） | 80,446         | (220.4)        |                | [ 15 ]          |                                                       |
| 1928年（昭和3年）  | 99,227         | (271.9)        |                | [ 15 ]          |                                                       |
| 1932年（昭和7年）  | 101,657        | (278.5)        |                | [ 15 ]          |                                                       |
| 1936年（昭和11年） | 132,415        | (362.8)        |                | [ 15 ]          |                                                       |
| 1939年（昭和14年） | 155,080        | (423.7)        |                | [ 15 ]          |                                                       |
| 1949年（昭和24年） | 97,694         | (267.7)        |                | [ 15 ]          |                                                       |
| 1950年（昭和25年） | 144,624        | (396.2)        |                | [ 15 ]          |                                                       |
| 1951年（昭和26年） | 162,040        | (442.7)        |                | [ 15 ]          |                                                       |
| 1949年（昭和24年） | 578,155        | (1584.0)       |                | [ 15 ]          |                                                       |
| 1950年（昭和25年） | 473,032        | (1296.0)       |                | [ 15 ]          |                                                       |
| 1953年（昭和28年） | 385,647        | (1056.6)       |                | [ 15 ]          |                                                       |
| 1955年（昭和30年） | 451,086        | (1232.5)       |                | [ 15 ]          |                                                       |
| 1957年（昭和32年） | 513,268        | (1406.2)       |                | [ 15 ]          |                                                       |
| 1959年（昭和34年） | 560,701        | (1532.0)       |                | [ 15 ]          |                                                       |
| 1960年（昭和35年） | 546,014        | (1495.9)       |                | [ 15 ]          |                                                       |
| 1961年（昭和36年） | 458,081        | (1255.0)       |                | [ 15 ]          |                                                       |
| 1962年（昭和37年） | 430,042        | (1178.2)       |                | [ 15 ]          |                                                       |
| 1963年（昭和38年） | 465,650        | (1272.3)       |                | [ 15 ]          |                                                       |
| 1964年（昭和39年） | 461,895        | (1265.5)       |                | [ 15 ]          |                                                       |
| 1965年（昭和40年） | 493,067        | (1350.9)       |                | [ 15 ]          |                                                       |
| 1966年（昭和41年） | 465,956        | (1276.6)       |                | [ 15 ]          |                                                       |
| 1967年（昭和42年） | 500,314        | (1367.0)       |                | [ 15 ]          |                                                       |
| 1968年（昭和43年） | 478,016        | (1309.6)       |                | [ 15 ]          |                                                       |
| 1969年（昭和44年） | 454,190        | (1244.4)       |                | [ 15 ]          |                                                       |
| 1970年（昭和45年） | 431,229        | (1181.4)       |                | [ 15 ]          |                                                       |
| 1971年（昭和46年） | 402,871        | (1100.7)       |                | [ 15 ]          |                                                       |
| 1972年（昭和47年） | 372,440        | (1020.4)       |                | [ 15 ]          |                                                       |
| 1973年（昭和48年） | 379,241        | (1039.0)       |                | [ 15 ]          |                                                       |
| 1974年（昭和49年） | 407,036        | (1115.2)       |                | [ 15 ]          |                                                       |
| 1975年（昭和50年） |                | 1,100.0        |                | [ 15 ]          |                                                       |
| 1976年（昭和51年） |                | 1,100.0        |                | [ 15 ]          |                                                       |
| 1977年（昭和52年） |                | 1,080.0        |                | [ 16 ] [ 注 1 ] | 以下、『七飯町史 続刊』を出典とする数値はすべて概数。 |
| 1978年（昭和53年） |                | 1,045.0        |                | [ 17 ]          |                                                       |
| 1979年（昭和54年） |                | 1,040.0        |                | [ 16 ] [ 注 2 ] |                                                       |
| 1980年（昭和55年） |                | 1,060.0        |                | [ 16 ] [ 注 2 ] |                                                       |
| 1981年（昭和56年） |                | 1,030.0        |                | [ 16 ] [ 注 2 ] |                                                       |
| 1982年（昭和57年） |                | 990.0          |                | [ 16 ] [ 注 2 ] |                                                       |
| 1983年（昭和58年） |                | 1,000.0        |                | [ 16 ] [ 注 2 ] |                                                       |
| 1984年（昭和59年） |                | 1,020.0        |                | [ 16 ] [ 注 2 ] |                                                       |
| 1985年（昭和60年） |                | 1,050.0        |                | [ 16 ] [ 注 2 ] |                                                       |
| 1986年（昭和61年） |                | 1,100.0        |                | [ 16 ] [ 注 2 ] |                                                       |
| 1987年（昭和62年） |                | 1,190.0        |                | [ 16 ] [ 注 2 ] |                                                       |
| 1988年（昭和63年） |                | 1,250.0        |                | [ 16 ] [ 注 2 ] |                                                       |
| 1989年（平成元年） |                | 1,280.0        |                | [ 16 ] [ 注 2 ] |                                                       |
| 1990年（平成2年）  |                | 1,110.0        |                | [ 16 ] [ 注 2 ] |                                                       |
| 1991年（平成3年）  |                | 1,120.0        |                | [ 16 ] [ 注 2 ] |                                                       |
| 1992年（平成4年）  |                | 1,010.0        |                | [ 16 ] [ 注 2 ] | 1日平均乗降客数2,214人                                |
| 1993年（平成5年）  |                | 950.0          |                | [ 16 ] [ 注 2 ] |                                                       |
| 1994年（平成6年）  |                | 950.0          |                | [ 16 ] [ 注 2 ] |                                                       |
| 1995年（平成7年）  |                | 920.0          |                | [ 16 ] [ 注 2 ] |                                                       |
| 1996年（平成8年）  |                | 900.0          |                | [ 16 ] [ 注 2 ] |                                                       |
| 1997年（平成9年）  |                | 830.0          |                | [ 16 ] [ 注 2 ] |                                                       |
| 1998年（平成10年） |                | 820.0          |                | [ 16 ] [ 注 2 ] |                                                       |
| 1999年（平成11年） |                | 780.0          |                | [ 16 ] [ 注 2 ] |                                                       |
| 2017年（平成29年） |                |                | 436.0          | [ 19 ]          |                                                       |
| 2018年（平成30年） |                |                | 424.8          | [ 20 ]          |                                                       |

## 駅周辺
- 七飯本町インターチェンジ - 函館新道
- 国道5号
- 北海道道264号七飯療養所線
- 道南うみ街信用金庫七飯支店
- 七飯町役場
- 新函館農業協同組合（JA新はこだて）七飯基幹支店
- バス停留所（国道5号沿い）
  - 函館バス「七飯」[21]
  - 大沼交通「七飯役場通」[22]
- ツルハドラッグ七飯鳴川店
- ツルハドラッグ七飯店
- 北海道七飯高等学校
- スーパーアークス七飯店

## 隣の駅
北海道旅客鉄道（JR北海道）
■函館本線（本線）
大中山駅 (H72) - 七飯駅 (H71) - 新函館北斗駅 (H70)
■函館本線（藤城支線・下り専用）
■普通
（本線大中山駅方面） → 七飯駅 (H71) → 大沼駅 (H68)